# راندال كوب
راندال كوب (بالإنجليزية: Randall Cobb)‏ هو لاعب كرة قدم أمريكية أمريكي، ولد في 22 أغسطس 1990 في مرفيل في الولايات المتحدة.

## وصلات خارجية
- راندال كوب على موقع إي إس بي إن.كوم (أن.أف.أل)3
- راندال كوب على موقع مرجع كرة القدم المحترفة.كوم (الإنجليزية)
- راندال كوب على موقع كلية كرة القدم في سبورتس رفرنس.كوم (الإنجليزية)